# Lien Gisolf
Lien Gisolf   (Bukittinggi, 13 de juliol de 1910 - Amstelveen, 30 de maig de 1993) va ser una atleta neerlandesa, especialista en el salt d'alçada, que va competir durant les dècades de 1920 i 1930.
El 1928 va prendre part en els Jocs Olímpics d'Amsterdam, on va guanyar la medalla de plata en la prova del salt d'alçada del programa d'atletisme. Quatre anys més tard, als Jocs de Los Angeles, fou quarta en la mateixa prova del programa d'atletisme. Després d'aquests Jocs va perdre l'interès per l'atletisme i es va dedicar a l'hoquei sobre herba.
El 1932 va establir un nou rècord de la modalitat amb un salt de 1m 623cm.

## Millors marques
- Salt d'alçada. 1m 623cm (1932)[1][2]